# Drahany
Drahany (in tedesco Drahan) è un comune mercato della Repubblica Ceca facente parte del distretto di Prostějov, nella regione di Olomouc.